# Villefort (Lozère)

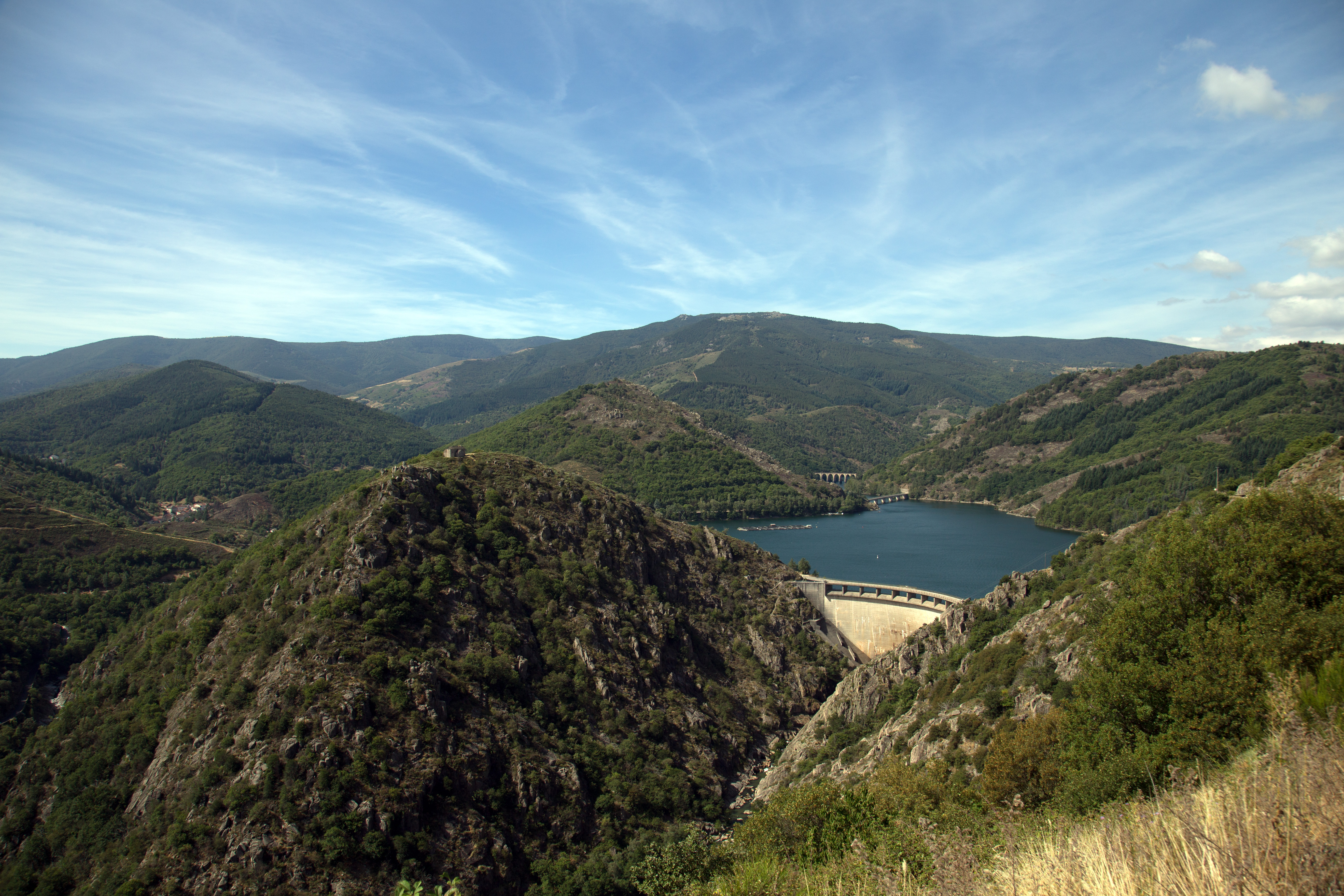

Villefort ist eine französische Gemeinde mit 617 Einwohnern (Stand 1. Januar 2022) im Département Lozère der Region Okzitanien.

## Geographie
Villefort liegt auf etwa 590 Metern Höhe im südlichen Zentralmassiv südlich des Flusses Altier in der Region Cevennen. Der höchste Berg der Cevennen, der Mont Lozère, liegt etwa 20 Kilometer westlich der Gemeinde. Die Cevennen-Bahnlinie zwischen Clermont-Ferrand und Nîmes durchquert den Ort.

## Bevölkerungsentwicklung
| Jahr      | 1962 | 1968 | 1975 | 1982 | 1990 | 1999 | 2011 | 2018 |
| Einwohner | 1505 | 946  | 785  | 791  | 700  | 620  | 598  | 546  |